# Deoxys
Deoxys (デオキシス, Deokishisu en japonès i Deoxys en francès i alemany) és un Pokémon que apareix a la tercera generació de la franquícia de videojocs, té com a particularitat que posseeix quatre formes totalment diferents, que canvien d'aspecte, característiques i atacs que aprèn per nivell. És un Pokémon estrany, difícil d'aconseguir. Actualment només està disponible «oficialment» en les versions Emerald, FireRed i LeafGreen, mitjançant un tiquet virtual donat per Nintendo, però molts Pokéfans l'han obtingut mitjançant modificadors i truquedors de jocs com el Gameshark.
El nom Deoxys és un nom originat de DNA—Deoxyribonucleic Acid. Té una gran coincidència amb DNA; les inicials de tres formacions seves són: Defense (defensa), Normal (normal) i Atack (atac). Llavors, Speed (velocitat) té com a inicial una S, la qual s'afegeix al final: Deoxys.